# Fara v Kunžaku
Fara v Kunžaku s číslem popisným 1 je klasicistní budova vystavěná v 18. století. V roce 1963 byla zapsaná do Ústředního seznamu kulturních památek ČR.

## Popis
Fara se nachází severně od kostela sv. Bartoloměje. Východně od fary se rozprostírá dvůr, na východě a na severu uzavřený. Na západní a severní straně faru obklopuje zahrada. Na severu k ní přiléhá hospodářská budova. Jižně před budovou fary se nalézá předzahrádka vymezená zídkou s plotem. Stavba fary je klasicistní. V přízemí a prvním patře se nalézá valená stlačená klenba s pětibokými výsečemi. V objektu se dochovala řada původních truhlářských výrobků jako například dveřní křídla, zárubně, schodiště. Cenná jsou rovněž kachlová kamna v patře budovy a vstupní branka na jihozápadě fary. Celý objekt se nachází v poměrně dobrém stavu.

## Historie
Fara byla vystavěna roku 1767.